# Ruzsky (huyện)
Huyện Ruzsky (tiếng Nga: ? райо́н) là một huyện hành chính tự quản (raion), của Tỉnh Moskva, Nga. Huyện có diện tích 1553 kilômét vuông, dân số thời điểm ngày 1 tháng 1 năm 2000 là 68600 người. Trung tâm của huyện đóng ở Ruza.